# Pierre Forget (artiste)
Pour les articles homonymes, voir Pierre Forget et Forget.
Pierre Forget (né le 5 décembre 1923 à Pontoise - mort le 30 janvier 2005) est un dessinateur et un graveur français de timbres-poste.

## Biographie
Neveu du peintre et graveur Charles Forget, il entre à l'École Estienne dont il est diplômé en 1942. Il devient alors graveur commercial et artistique, illustrateur de livres, de revues et de publicités.
En 1946, il travaille comme illustrateur de revues scoutes et de livres pour la jeunesse en particulier pour les collections Jamboree et Signe de Piste.
En 1951, il commence à collaborer avec La maison de la Bonne Presse. Il y dessine plusieurs séries pour le journal Bayard et le journal Bernadette, jusqu'en 1963. Son nom est souvent associé à Jean Quimper scénariste et rédacteur en chef de Bayard. La plus célèbre bande dessinée, réalisée par ces hommes talentueux, conte Les Aventures de Thierry de Royaumont chevalier qui veut venger l'honneur de son père, et se rend pour cela jusqu'en Terre sainte. La série débute, le 9 août 1953, par l'épisode Le secret de l'Emir (sera vendu en album par Bonne Presse sous le nom Le mystère de l'Emir en 1954); se poursuit le 24 avril 1955, 2e épisode : La couronne d'épines (sera vendu en album en 1956); se poursuit le 31 mars 1957, 3e épisode : L'ombre de Saïno (sera vendu en album en 1958); se poursuit enfin le 5 octobre 1958, 4e épisode : Pour sauver Leïla (réuni en album seulement en 1987). Les trois premiers albums sont très recherchés par les collectionneurs d'éditions originales. Sur les quatre albums de la série, deux ont reçu un prix de la Ville de Paris.
Il commence à graver des timbres grâce à René Cottet au début des années 1960, tout en enseignant à l'École Estienne. Le premier timbre émis qu'il grave est un timbre-taxe triangulaire « Le porteur de lettre » pour le Congo, sur un dessin de Raoul Serres. Ses premiers timbres sont des commandes du Bureau d'études des postes et télécommunications d'outre-mer (BEPTOM) qui fournissait les territoires français, ainsi que les colonies ayant tout juste acquis leur indépendance.
En 1968, il grave son premier timbre français dessiné par son maître René Cottet : c'est la « Médaille du cinquantenaire des Chèques postaux - 1918-1968 ». Cottet à la retraite, Forget le remplaça comme professeur de l'atelier de gravure de l'École Estienne jusqu'en 1989.
Plusieurs de ses œuvres ont connu un succès public malgré l'utilisation accrue du traitement informatique de photographie et de couleurs imprimés pour fabriquer de plus en plus de timbres-poste. Ainsi la série de timbres maliens sur l'indépendance américaine pour laquelle il a réalisé un travail de recherche important : précision des bateaux de guerre, scènes de bataille, personnages historiques (Washington, La Fayette, de Grasse). Parmi les timbres restés célèbres :
- un triptyque pour le 200e anniversaire de l'indépendance des États-Unis (Mali, 1975),
- la série Jules Verne (Monaco),
- la série des personnages de la Révolution française (France, 1989),
- la représentation du premier voilier de course sponsorisé par La Poste (France, 1993).

Surtout, en 1979, le timbre polynésien pour l'« Année internationale de l'enfant » reçoit un Grand Prix de l'art philatélique français, et le Prix du plus beau timbre du monde décerné par le jury international de Turin. Le timbre, dessiné et gravé par Forget, représente les profils de deux enfants ; dans leur chevelure, des jeux et jouets imaginés par ces deux personnages, ainsi que le logo de l'agence des Nations unies chargée de l'enfance (UNICEF).
Forget est un des graveurs français qui a su dompter la contrainte de l'espace restreint du timbre, pour y représenter des œuvres d'art de grande dimension ou très précises :
- Il raconte que pour le timbre « Europe - Série artistique » de 1993, il dut graver dans le poinçon de métal de fins traits pour les traînées de pinceau pour reproduite le plus fidèlement possible un tableau d'Olivier Debré (Rouge, rythme bleu).
- Pour le timbre en hommage à la Manufacture nationale des Gobelins, il avoue avoir supprimé les trois-quarts des traits du tableau de Mathieu pour que le timbre reste lisible tout en étant fidèle.

Pour se libérer parfois des contraintes de l'espace restreint du timbre postal, il grave les illustrations des documents philatéliques français. Par exemple, il représente en une gravure toute la vie de Jacques Callot.
Le dernier timbre-poste émis de son vivant est un de la série des minéraux des Terres australes et antarctiques françaises, « l'agate », en janvier 2005.

## Filmographie
Le cave se rebiffe de Gilles Grangier de 1961. C'est lui qui doublera les gestes du personnage du cave, Robert Mideau, interprété par Maurice Biraud. Ce sont également ses mains que l'on peut voir graver tout au long du générique d'ouverture du film.

## Récompenses
En 1990, Forget est décoré Chevalier de l'Ordre national du Mérite.

### Bande dessinée
- Prix de la ville de Paris pour sa bande dessinée, Thierry de Royaumont.
- César d'argent de la bande dessinée, 1987.
- Prix du meilleur album pour enfant, 1988.

### Philatélie
- Grand Prix de l'art philatélique français :
  - « Abbaye de Fontenay - Côte-d'Or » (France, 1977), dessiné par Jean Chesnot.
  - « Année internationale de l'enfance » (Polynésie française, 1979).
  - « Abbaye Saint-Pierre de Solesmes » (France, 1980).
- un Grand Prix de l'art philatélique des États africains :
  - « Bicentenaire de la 1re ascension en ballon - Pilâtre de Rozier » (Gabon, 1983).
- Prix du plus beau timbre du monde, 1979: « Année internationale de l'enfant » (Polynésie française, 1979).

## Liste des administrations postales
Voici la liste des administrations postales ayant émis des timbres gravés et/ou dessinés par Pierre Forget :
- France :
  - métropole depuis 1968.
  - Comores : deux timbres en 1967 et 1968.
  - Côte des Afars et Issas, un timbre en 1975.
  - Côte française des Somalis : un timbre en 1966.
  - Nouvelle-Calédonie : de 1967 à 1993.
  - Polynésie française : de 1968 à 1989.
  - Saint-Pierre-et-Miquelon : de 1972 à 1976, puis un timbre en 1991.
  - Terres australes et antarctiques françaises : depuis 1988.
  - Wallis-et-Futuna : un timbre en 1966 et trois entre 1985 et 1988.
- Algérie : deux timbres en 1965 et 1968.
- Andorre : huit timbres de 1971 à 1992.
- Bénin : un timbre en 1979.
- Cambodge : un timbre en 1968.
- Cameroun : six timbres entre 1964 et 1974.
- Centrafrique : deux timbres entre 1964 et 1968.
- Congo : treize timbres de 1961 à 1974.
- Côte d'Ivoire : neuf timbres de 1965 à 1979.
- Dahomey : six timbres de 1963 à 1972.
- Gabon : entre 1969 et 1978.
- Haute-Volta : quatre timbres de 1969 à 1972.
- Laos : trois timbres de 1964 à 1967.
- Madagascar : trois timbres de 1967 à 1969.
- Mali : treize timbres de 1969 à 1983.
- Mauritanie : deux timbres en 1968 et 1972.
- Monaco de 1968 à 1981.
- Niger : douze timbres de 1967 à 1973.
- Sénégal : dix timbres de 1967 à 1970.
- Tchad : de 1968 à 1971, et un timbre en 1985.
- Togo : deux timbres en 1972 et 1974.
- Viêt Nam du Sud : trois timbres.